# 안동 도암 종택
안동 도암 종택(安東 陶庵 宗宅)은 경상북도 안동시 풍산읍 막곡리에 있는 조선시대의 가옥이다. 1984년 1월 14일 대한민국의 국가민속문화재 제181호로 지정되었다.

## 개요
의성 김씨 23대손인 김후(1613∼1695)의 집으로 그의 장인 권제가 조선 선조 8년(1630)에 지었다. 율리종택이라 한 것은 이곳의 옛 지명이 율리였기 때문이다. 숲이 우거진 낮은 뒷동산을 배경으로 하고 있으며, 축대를 높이 쌓아서 집 전체가 솟아 보인다.
집은 안채와 사랑 및 대문간과 외양간으로 구성된 앞채가 'ㅁ'자형을 이루고 있다. 앞채는 대문간에서 왼쪽 3칸은 사랑부분으로 방 2칸에 이어 마루방 1칸이 튀어나와 왼쪽 날개를 형성하며, 오른쪽에는 외양간 1칸에 이어, 온돌방이 있어 오른쪽 날개를 이룬다. 안채는 2칸의 대청을 중심으로 왼쪽에는 윗쪽부터 도장방과 사랑방이, 오른쪽에는 안방과 접해 있는 2칸의 부엌이 있다.
사랑채 부분은 다시 지은 것으로 약간 변형된 듯하나 안채부분은 소박한 품위를 지니고 있으며, 평면구성과 건축양식으로 볼 때 조선 중기 주택연구에 좋은 자료가 된다.

## 참고 자료
- 안동 도암 종택 - 국가유산청 국가유산포털